# Werkgruppe

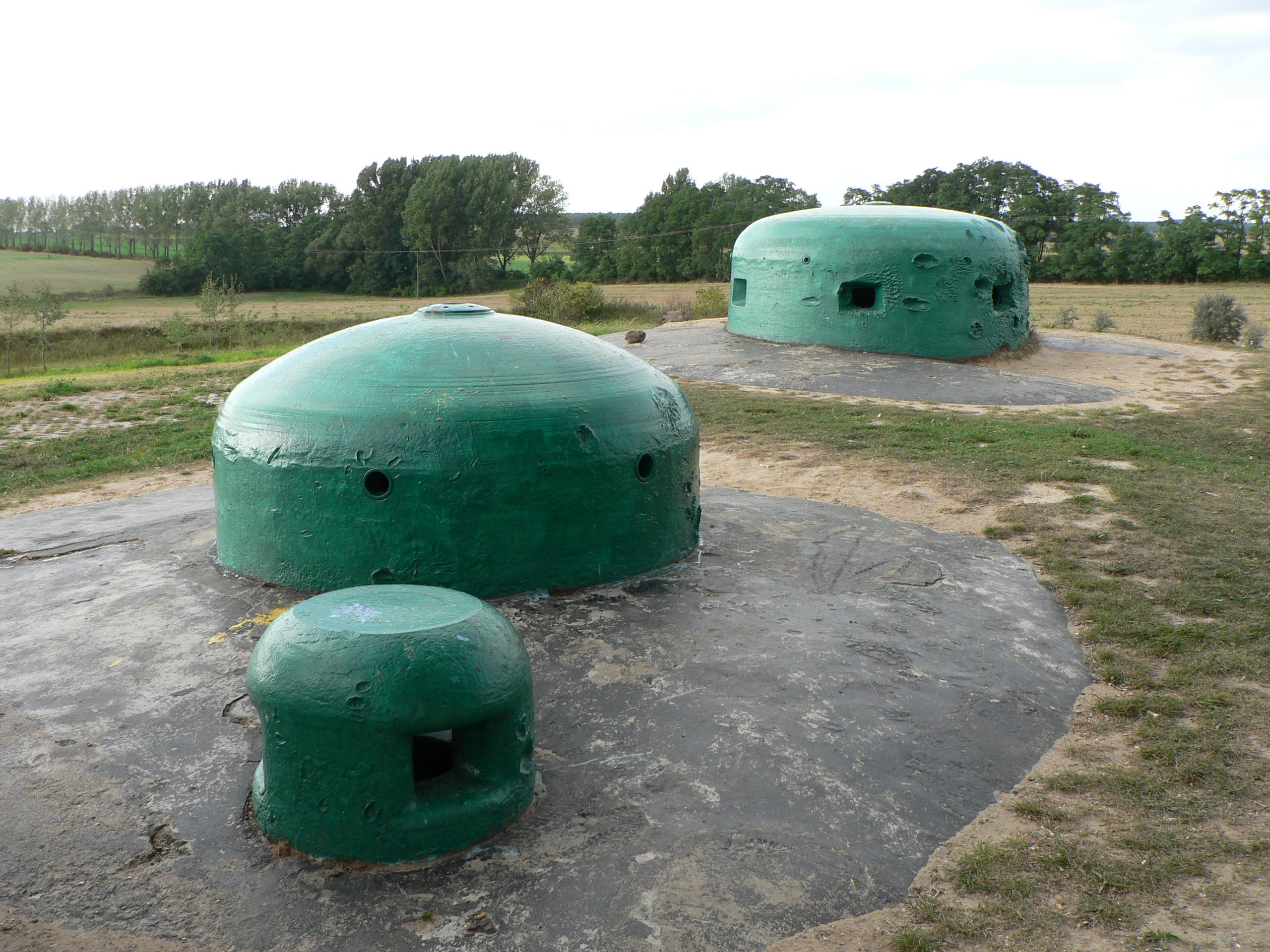
Polnische Betonbunker

Werkgruppe beschreibt einen Begriff aus dem deutschen Festungsbau nach Ende des Ersten Weltkrieges, der vor allem während der 1930er Jahre zum Tragen kam, als im Zuge des Ausbaus der Landesbefestigungen neue Konzepte und Systeme definiert und entwickelt wurden. Werkgruppen setzen sich aus mehreren Werken zusammen, die im Verbund und unter einheitlicher Führung Verteidigungsaufgaben in einem Abschnitt eines Verteidigungssystems wahrnehmen. Die Hauptbefehlsstelle einer Werkgruppe enthielt Räume für den Kommandanten, Fernsprechverkehr, Telegrafen, Befehlsempfänger und Melder.
Laut Heeresdienstvorschrift H.Dv.g. 4 aus dem Jahre 1940 müssen Werke, die in einer Werkgruppe zusammengefasst sind, durch Hohlgänge miteinander verbunden sein. Diese Forderung wurde jedoch nicht bei allen Verteidigungsanlagen umgesetzt. So wurden beispielsweise an der Festungsfront Oder-Warthe-Bogen einige Werke in Werkgruppen zusammengefasst, die nicht durch Hohlgänge verbunden waren.

## Beispiele für Werkgruppen
- Werkgruppe Schill
- Werkgruppe Scharnhorst
- Werkgruppe Ludendorff